# Lepidozia pearsonii
Lepidozia pearsonii là một loài Rêu trong họ Lepidoziaceae. Loài này được Spruce mô tả khoa học đầu tiên năm 1891.